# Nyagafunzo (vattendrag i Burundi, Rutana)
Nyagafunzo är ett vattendrag i Burundi.   Det ligger i provinsen Rutana, i den centrala delen av landet, 110 km öster om huvudstaden Bujumbura.
I omgivningarna runt Nyagafunzo växer huvudsakligen savannskog. Runt Nyagafunzo är det ganska tätbefolkat, med 70 invånare per kvadratkilometer.